# Jos Montferrand
Cet article concerne l'homme fort canadien. Pour la chanson de Gilles Vigneault, voir Jos Monferrand.
Pour les articles homonymes, voir Joseph Favre (homonymie) et Favre.
Jos Montferrand, de son vrai nom Joseph Favre, né le 25 octobre 1802 et mort le 4 octobre 1864, est un homme fort canadien-français du XIXe siècle. À cette époque, les Anglophones et Francophones de la classe ouvrière sont souvent en compétition pour les emplois, et de multiples bagarres en résultaient. Jos Montferrand, un colosse, acquiert sa réputation de redresseur de torts grâce à son adresse et à ses muscles, mais aussi parce qu'il ne pouvait supporter des insultes contre les siens.

## Biographie
Jos Montferrand, né à Montréal, grandit dans le quartier Saint-Laurent. Son père décède lorsqu'il est encore garçon. En 1823, à l’âge de 21 ans, Montferrand devient un employé de la Compagnie de la Baie d’Hudson. En 1827, il entre au service de Joseph Moore, qui exploitait les pinèdes de la rivière du Nord, comme conducteur en chef de trains de bois (cages). En 1829, il devient le représentant dans le Haut Outaouais, du marchand de bois Baxter Bowman. Homme de confiance de celui-ci, il y sera contremaître, notamment sur le bassin versant de la Lièvre durant la saison froide tout en dirigeant le printemps venu d’immenses trains de bois (cages) de la vallée de l’Outaouais jusqu’aux foulons de la rade de Québec. À compter de 1840, Montferrand délaisse le travail dans les chantiers forestiers pour se concentrer sur celui de maître de cages. Vers 1857, il abandonne la vie aventureuse des hommes œuvrant dans les exploitations forestières des Laurentides et de l’Outaouais.
À une certaine époque, le Canada accueillait un fort contingent d'immigrants en provenance d'Irlande, ceux que l'on appelait les Shiners. Les ouvriers canadiens-français devaient manœuvrer doublement pour trouver du travail face à cette immigration travailleuse et bagarreuse. Jos Montferrand repose au Cimetière Notre-Dame-des-Neiges à Montréal.

## Légende
Comme à quantité d'autres personnages mythiques, on attribue à Jos Montferrand un certain nombre d'exploits dont la véracité apparaît douteuse. On raconte qu'en 1829, sur le pont de la Chaudière à Hull, au Québec, il dut faire face à plusieurs immigrants irlandais. Montferrand saisit l'un de ses adversaires par les pieds et s'en servit comme massue, avec laquelle il projeta 150 Irlandais dans les bouillons de la rivière des Outaouais. S'il est tout à fait plausible qu'une telle altercation soit survenue, le nombre de 150 Irlandais est probablement très exagéré par la légende.
On raconte que Jos Montferrand avait l'habitude de marquer son entrée dans une taverne en donnant un coup de talon au plafond. Nombreux furent les tenanciers de la région qui prétendirent posséder la « marque » de Jos Montferrand dans leur établissement.

## Reconnaissance

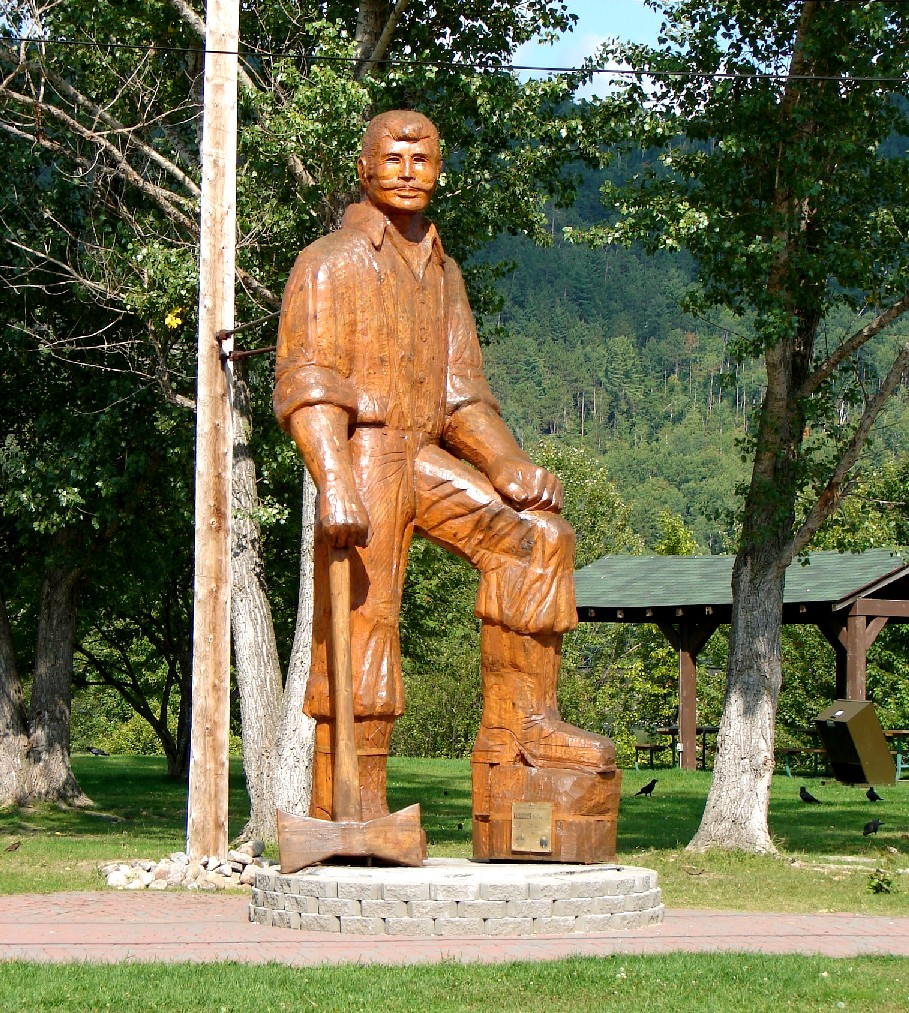
Big Joe Mufferaw, Mattawa

- Le palais de Justice de Gatineau est nommé « Édifice Jos-Montferrand » en son honneur[6]. Malgré l'importance du personnage, ce nom ne fit pas le bonheur de tous, certains juristes estimant grossier que l'on nomme un endroit aussi prestigieux d'après un individu connu pour fréquenter assidûment les tavernes. Il s'agit du seul édifice public portant le nom de Jos Montferrand[réf. nécessaire].
- Gilles Vigneault (avec Jos Monferrand), La Bolduc, Stompin' Tom Connors et Les Casses-Noisettes[7] ont composé des chansons en l'honneur de Jos Montferrand.
- Un parc de Montréal porte le nom de « parc Jos-Montferrand ». Il est situé dans l'arrondissement Ville-Marie, au coin des rues Sainte-Catherine Est et Frontenac[8].
- La Fiducie du patrimoine ontarien a dévoilé une plaque provinciale en 2009 à Ottawa, commémorant le héros folklorique francophone, Joseph Montferrand[9]. Cette plaque est installée près de l'entrée du pont des Chaudières sur la rive ontarienne.
- Une statue en bois dénommée Big Joe Mufferaw se dresse dans la ville de Mattawa dans l'Est de l'Ontario en sa mémoire[réf. nécessaire].
- Située à Lanoraie, une sculpture de deux mètres, taillé en bois massif, a été érigée en 2022 à la mémoire du pilote de cages, Jos Montferrand[10].Cette sculpture haute de 2 mètres taillée en bois massif est située à Lanoraie. Le héros populaire, Jos Montferrand, porte une savate légendaire.

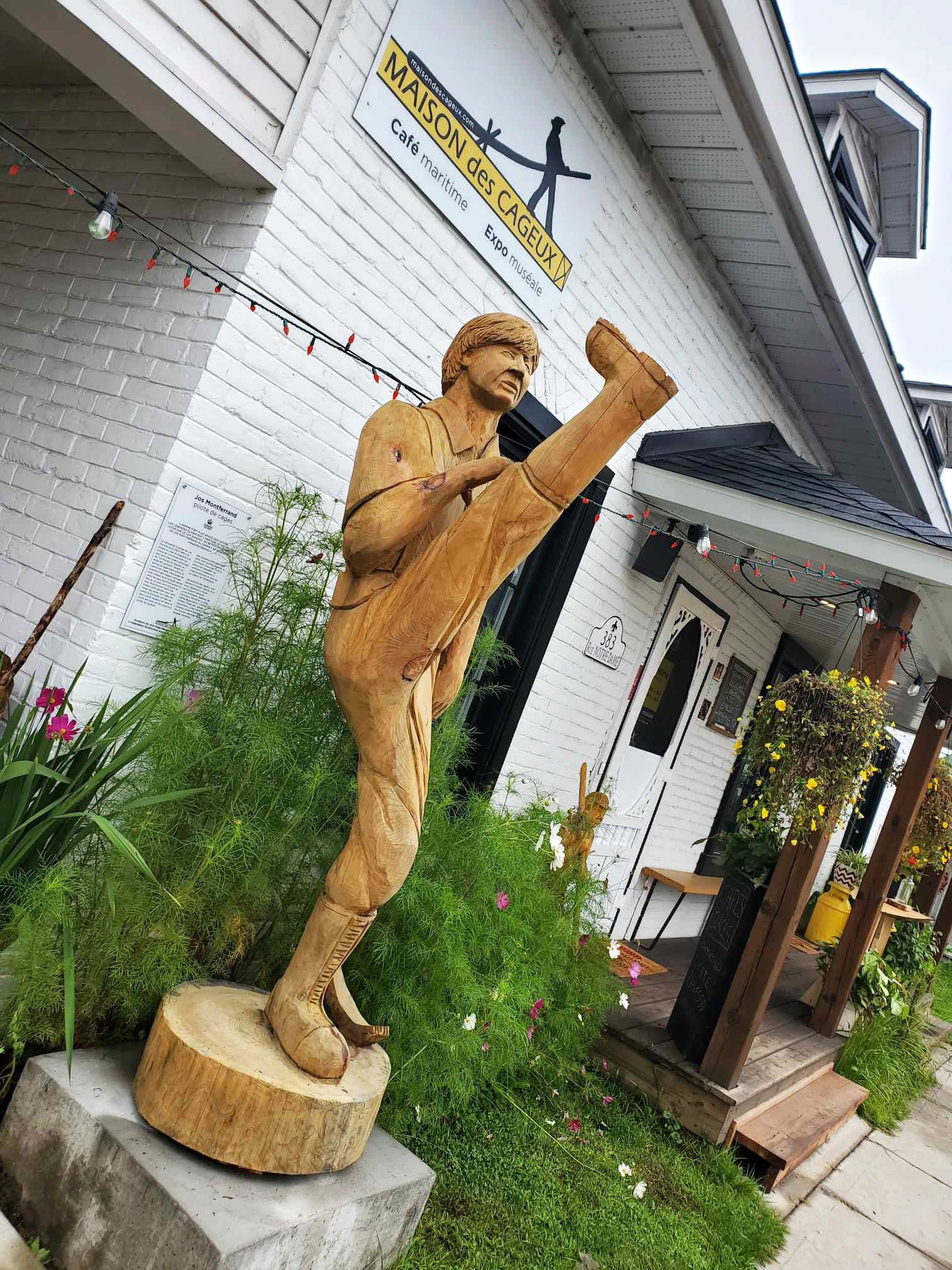
Cette sculpture haute de 2 mètres taillée en bois massif est située à Lanoraie. Le héros populaire, Jos Montferrand, porte une savate légendaire.

- De même il y a quelques années, le sculpteur de renom Roger Langevin a fait une sculpture en son honneur, la sculpture pré-nommée par l'artiste Le Défricheur, dit Jos Montferrand. Elle est érigée à Saint-Aimé-du-Lac-des-Îles à Mont-Laurier[réf. nécessaire].
- Il existe aussi une bière qui porte le nom de Jos Montferrand[11].
- Grand Jos, la mascotte de l'équipe canadienne de football Rouge et Noir d'Ottawa est inspirée de l'homme et de sa légende bien connue dans la région de l'Outaouais. L'utilisation de l'image de Jos Montferrant par le Rouge et Noir d'Ottawa est considérée par certains habitants de la région de l'Outaouais comme étant une appropriation culturelle de l'image de ce dernier par la population anglophone[réf. nécessaire].
- Une rue a été nommée en son honneur dans l'ancienne ville de Beauport en 1991, maintenant présente dans la ville de Québec[réf. nécessaire].

### Personnage historique reconnu
Jos Montferrand a été désigné formellement en 2023 comme personnage historique du Québec. Cette désignation figure au Répertoire du patrimoine culturel du Québec.

Jos Montferrand a aussi été désigné personnage d'importance historique nationale au Canada en 2024 dans le cadre du Programme national de commémoration historique du Canada. Cette citation est tirée du communiqué de presse officiel :
La désignation du légendaire Jos Montferrand (1802-1864) comme personnage historique national nous plonge dans l’authentique histoire du pays au XIXe siècle. Plus grand que nature, le célèbre maître de cages marque à jamais l’épopée maritime des cageux qui pilotaient des radeaux assemblés en d’immenses trains de bois équarri sur le fleuve Saint-Laurent. La Maison des Cageux est fière d’avoir mis en œuvre cette proposition ancrée dans son expertise.